# Willem van Aelst

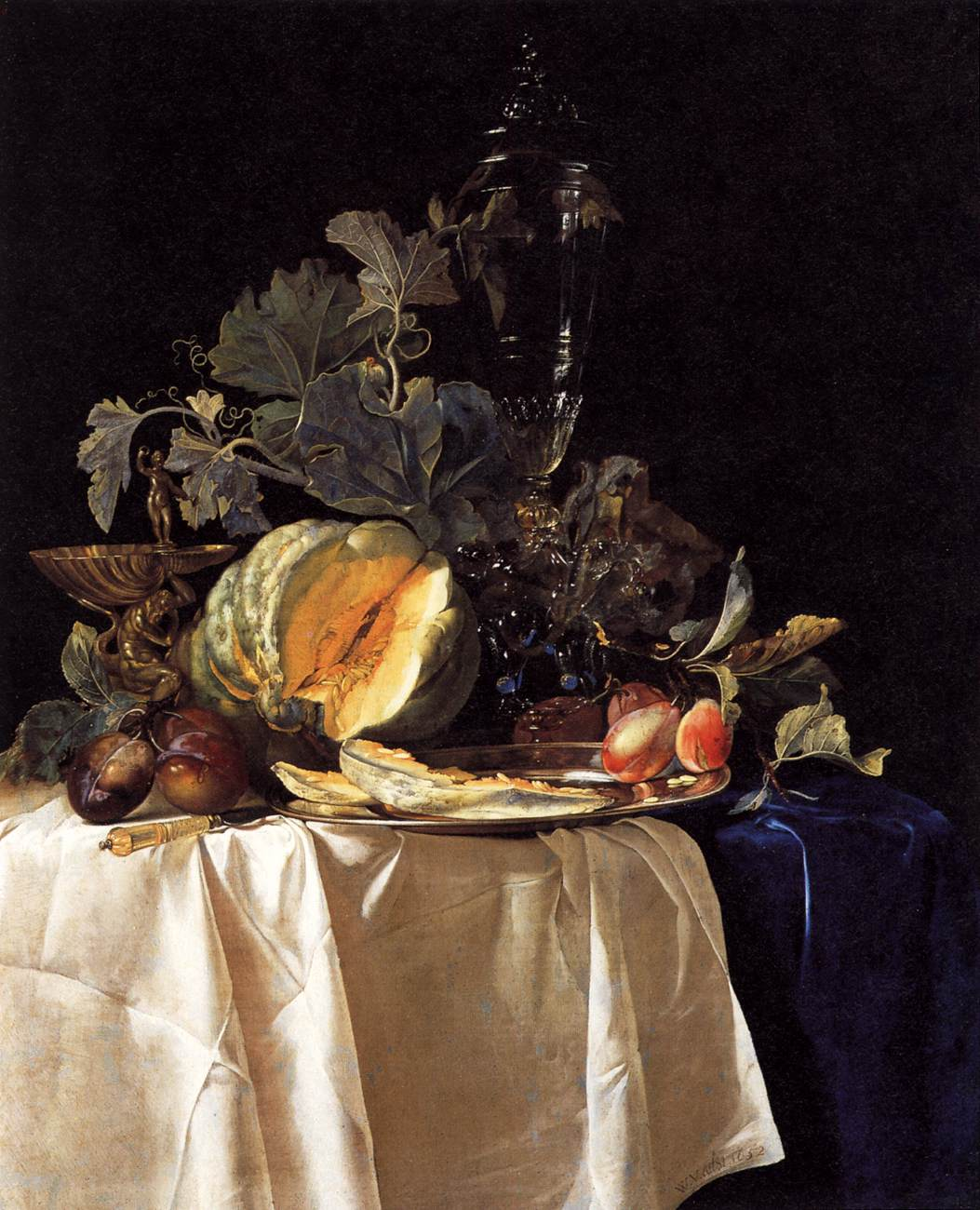
Willem van Aelst: Stillleben mit Früchten, goldener Schale und Kristallpokal, 1652, Öl auf Leinwand, 73 × 58 cm, Palazzo Pitti, Florenz

Willem van Aelst (* 16. Mai 1627 in Utrecht oder Delft; † nach 1683 in Amsterdam, Vereinigte Niederlande) war ein holländischer Stilllebenmaler.

## Leben
Willem van Aelst war der Schüler seines Onkels Evert van Aelsts. Am 9. November 1643 wurde er in die Delfter Lukasgilde aufgenommen. Von 1645 bis 1649 lebte er in Frankreich und danach bis 1656 in Italien. Dort war er unter anderem für den Großherzog der Toskana, Ferdinand II. de Medici tätig. In Italien arbeitete er eng mit Otto Marseus van Schrieck zusammen, der wahrscheinlich öfter Insekten auf seine Gemälde gemalt hat.
Ab 1657 weilte er in Amsterdam, wo er vermutlich bis zu seinem Tod gearbeitet hat. Zu seinen Schülern gehörten Isaac Denies, Ernst Stuven, Rachel Ruysch, Geertgen Wyntges (1636–1712) und vor allem Maria van Oosterwijk (1630–1693).
Willem van Aelst war ein bedeutender Maler von Blumen-, Früchten- und Jagdstillleben. Er war ein hervorragender Kolorist und erreichte eine hohe Meisterschaft in der Wiedergabe von Stoffen, Metallen und Vogelfedern.

## Bildergalerie

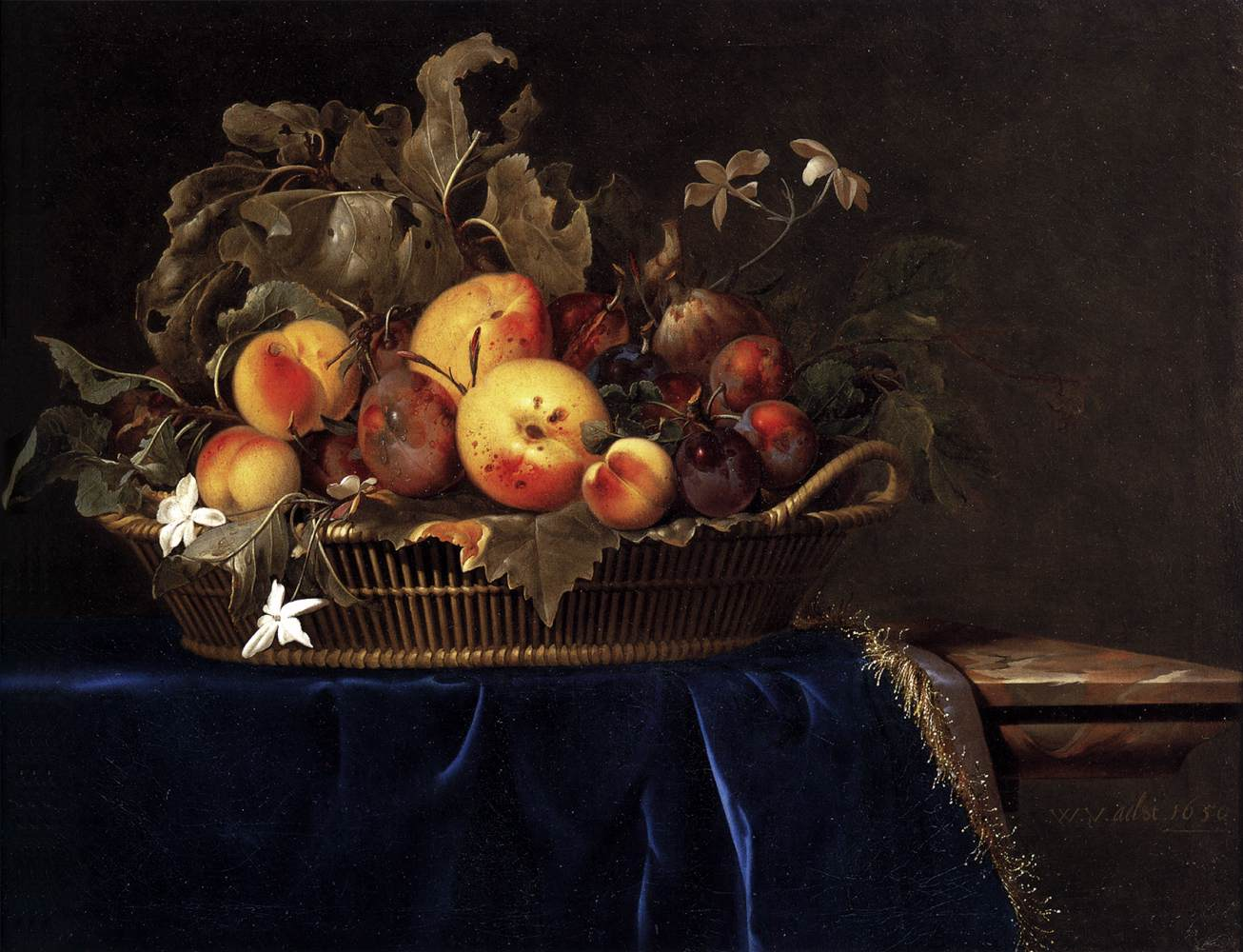
Früchtekorb auf blauem Samt, 1650, Öl auf Leinwand, 38 × 50 cm, Privatsammlung
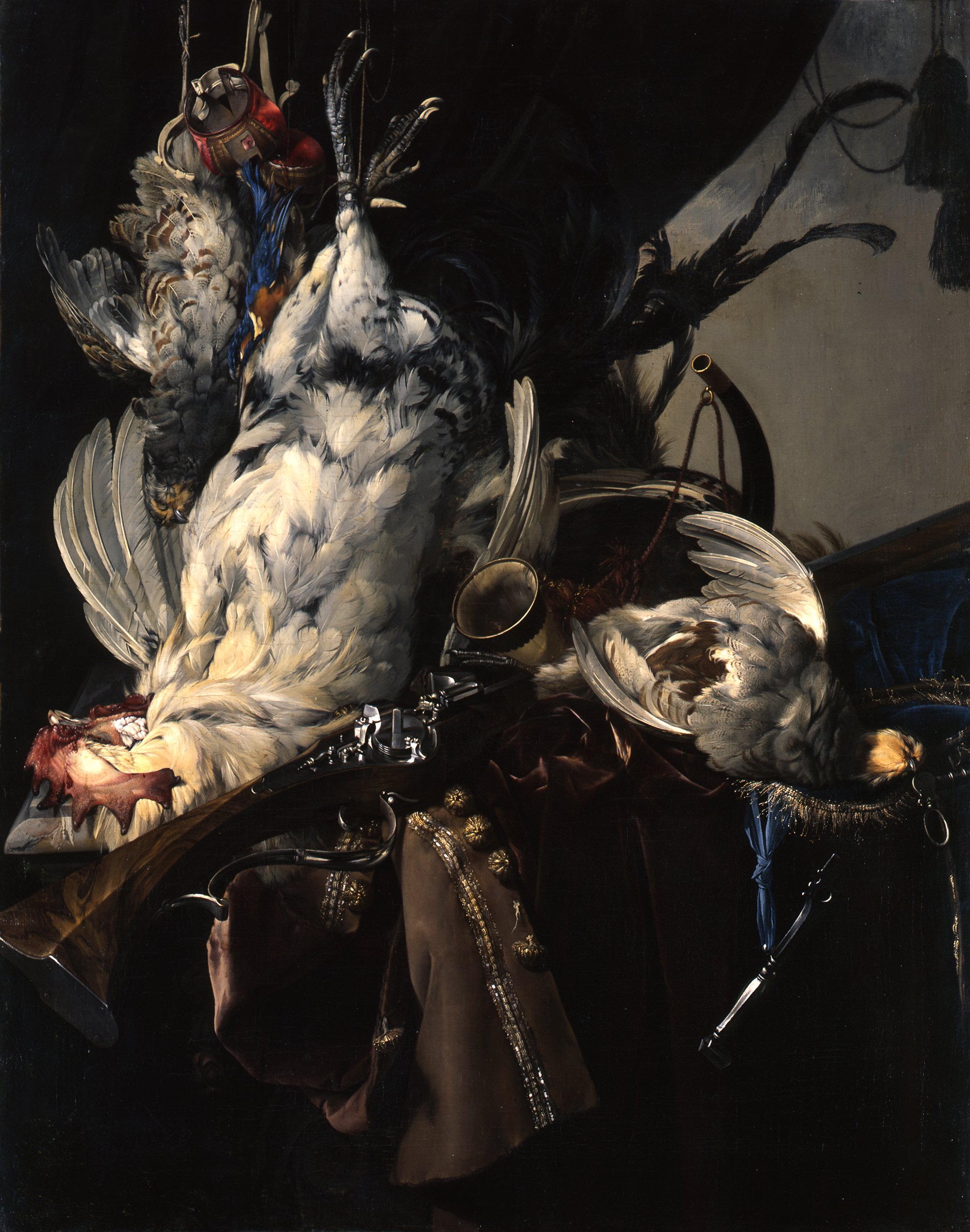
Stillleben mit erlegten Vögeln und Jagdgeräten, um 1660, Öl auf Leinwand, Gemäldegalerie (Berlin)
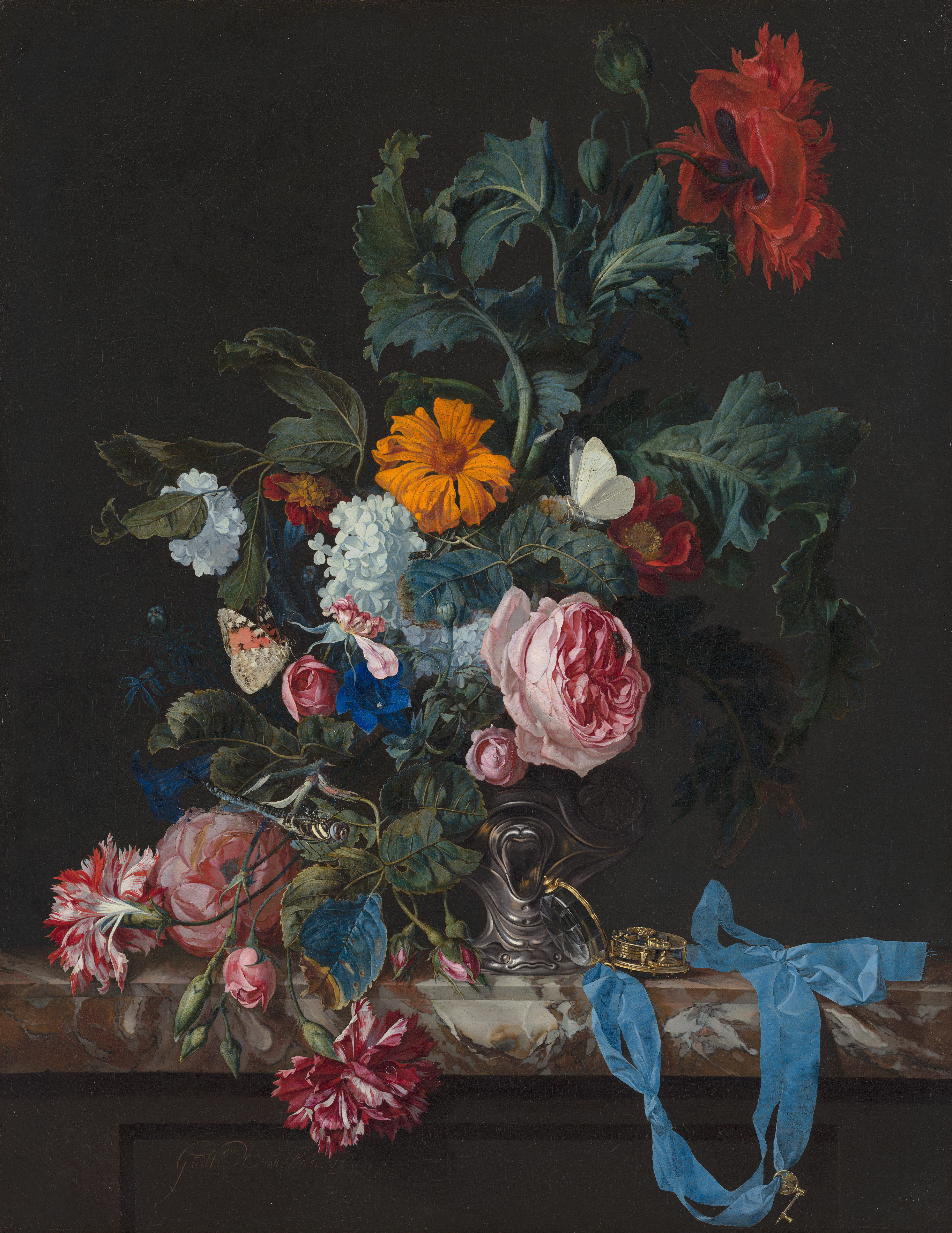
Blumen in einer silbernen Vase mit Uhr, 1663, Öl auf Leinwand, 62,5 × 49,0 cm, Mauritshuis, Den Haag
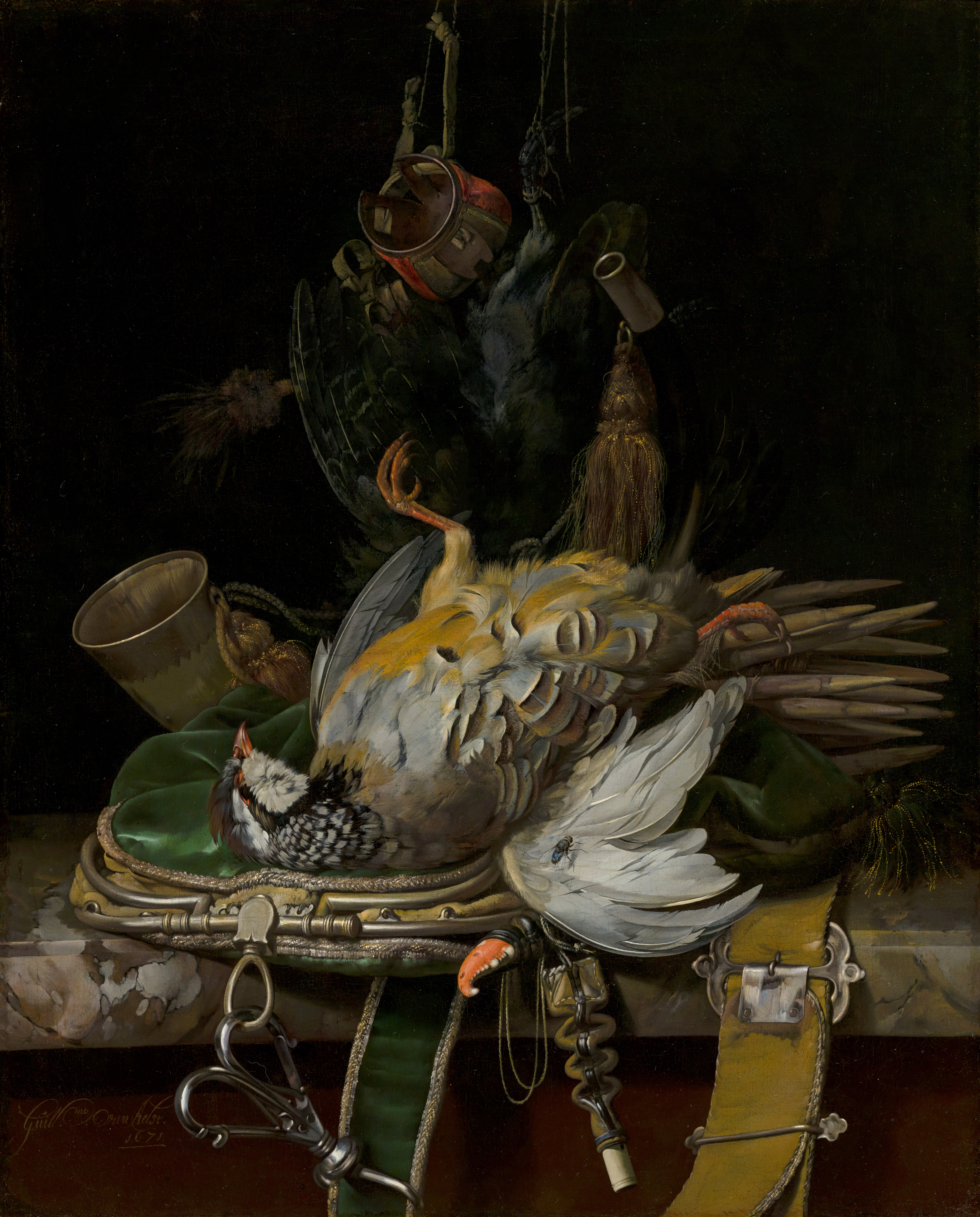
Jagdstillleben mit Rebhuhn, 1671, Öl auf Leinwand, 58,8 × 47,8 cm, Mauritshuis, Den Haag
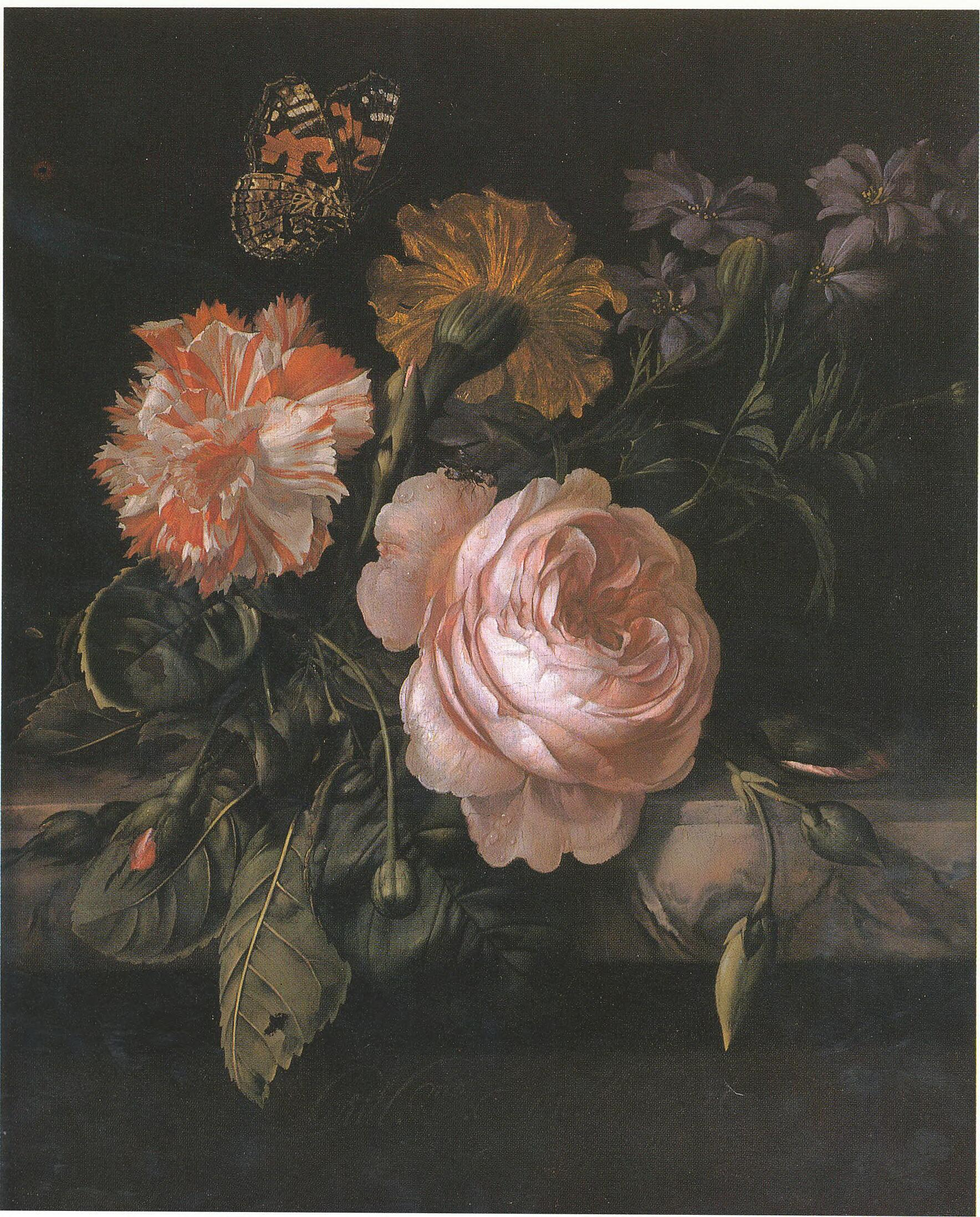
Blumenbouquet mit einem Schmetterling, 1677, Öl auf Leinwand, 32 × 26 cm, Privatsammlung

## Werke (Auswahl)
- Amsterdam, Rijksmuseum

Stillleben mit totem Geflügel (1658)
- Antwerpen, Museum Mayer van den Bergh

Stillleben mit zwei Pfirsichen (1672)
- Bergamo, Accademia Carrara

Stillleben mit Gläsern und Früchten (um 1650–1660)
- Berlin, Gemäldegalerie

Stillleben mit Prunkgeräten und Früchten (1659)
Stillleben mit erlegten Vögeln und Jagdgeräten (um 1660)
- Bonn, Rheinisches Landesmuseum

Blumen in silberner Vase (um 1663)
- Brüssel, Musées Royaux des Beaux-Arts

Stillleben mit Wildbret und Jagdgerät (1667)
- Budapest, Szépművészeti Múzeum

Stillleben mit Früchten (1657)
- Caen, Musée des Beaux-Arts

Stillleben mit Blumenbouquet (1651)
- Cincinnati, Cincinnati Art Museum

Blumenstillleben (1663)
- Den Haag, Mauritshuis

Blumen in einer Vase (1663)
- Dresden, Gemäldegalerie Alte Meister

Frühstücksstillleben (1679)
- Göteborg, Konstmuseum

Stillleben mit Heringskopf (1659)
- Hamburg, Kunsthalle

Jagdstillleben (1679)
- Karlsruhe, Staatliche Kunsthalle

Stillleben mit Jagdgeräten und toten Vögeln (1668)
Disteln mit verschiedenen Tieren (1671)
- Kassel, Gemäldegalerie Alte Meister

Stillleben mit Blumenvase und Taschenuhr (1656)
Stillleben mit Früchten, Maus und Schmetterlingen (1677)
- Kopenhagen, Statens Museum for Kunst

Tafelstillleben (1657)
- Los Angeles, J. Paul Getty Museum

Stillleben mit toten Vögeln und Rucksack (1674)
- Madrid, Museo Thyssen-Bornemisza

Glasvase mit Beerenzweig (1664)
- Oxford, Ashmolean Museum

Blumen in einer Vase, (1663)
Stillleben mit totem Eichelhäher (1665)
Stillleben mit Blumen (1677)
- Paris, Musée National du Louvre

Stillleben mit Früchten (1670)
- Raleigh, North Carolina Museum of Art

Stillleben mit Blumen (um 1656)
- Rolandseck, Arp Museum Bahnhof Rolandseck:

Blumenstillleben
Frühstücksstillleben
- San Francisco, Fine Arts Museum

Blumen in einer silbernen Vase (1663)
- Schwerin, Staatliches Museum

Frühstücksstillleben (1661)
Stillleben mit Jagdbeute (1671)
Frühstücksstillleben mit Nautiluskanne (1672)
Stillleben mit zwei toten Hähnen (1676)
Stillleben mit Jagdbeute (1677)
Stillleben mit Blumen (1678)
- Greifswald, Pommersches Landesmuseum

Stillleben mit Hering (o. J.)
- Toulouse, Musée des Augustins

Stillleben mit Blumenvase (1645–1656)
Stillleben mit Früchten (1645–1656)
Stillleben mit Blumenvase (1651)
- Vaduz, Sammlungen des Fürsten von Liechtenstein

Jagdstillleben (1663)
- Washington, National Gallery of Art

Stillleben mit totem Wild (1661)
- Wien, Gemäldegalerie der Akademie der bildenden Künste

Stillleben mit Hering, Zwiebeln und Brot (1671)

## Verlorene Werke
- ehemals Berlin, Kaiser-Friedrich-Museum
  - Stillleben mit Schnepfen, Stieglitzen und Steinhühnern. 1653 (Kriegsverlust)
- ehemals Dresden, Gemäldegalerie Alte Meister
  - Stillleben mit Rebhuhn und Gimpel. (seit 1945 verschollen)
- ehemals Wien, Gemäldegalerie der Akademie der bildenden Künste
  - Stillleben mit Trauben, Pfirsichen und Gläsern. (seit 1945 verschollen)